# Fiat Centoventi
El Fiat Centoventi EV es un coche de concepto eléctrico del fabricante automovilístico italiano Fiat, descubierto en marzo de 2019 en el Espectáculo del Motor de Ginebra. Su diseño frontal recuerda a los antiguos Fiat de los años 70/80 como los 126, 127 y 133.   
El nombre Centoventi es en reconocimiento del 120.º aniversario de la compañía, lo que prevé el diseño del próximo Fiat Panda.
El Centoventi está diseñado para ser customizable y upgradable, con una selección de paquetes de batería, que cuenta con un modelo de batería base estándar que proporciona 100 kilómetros de rango o autonomía. Los dueños pueden comprar o alquilar hasta tres baterías  extra bajosuelo, más una adicional deslizada bajo el asiento del conductor, para extender la autonomía hasta un máximo de 500 kilómetros. Las baterías bajosuelo pueden ser añadidas por un garaje en menos de cinco minutos. Por eso se le considera un coche con libertad de baterías.

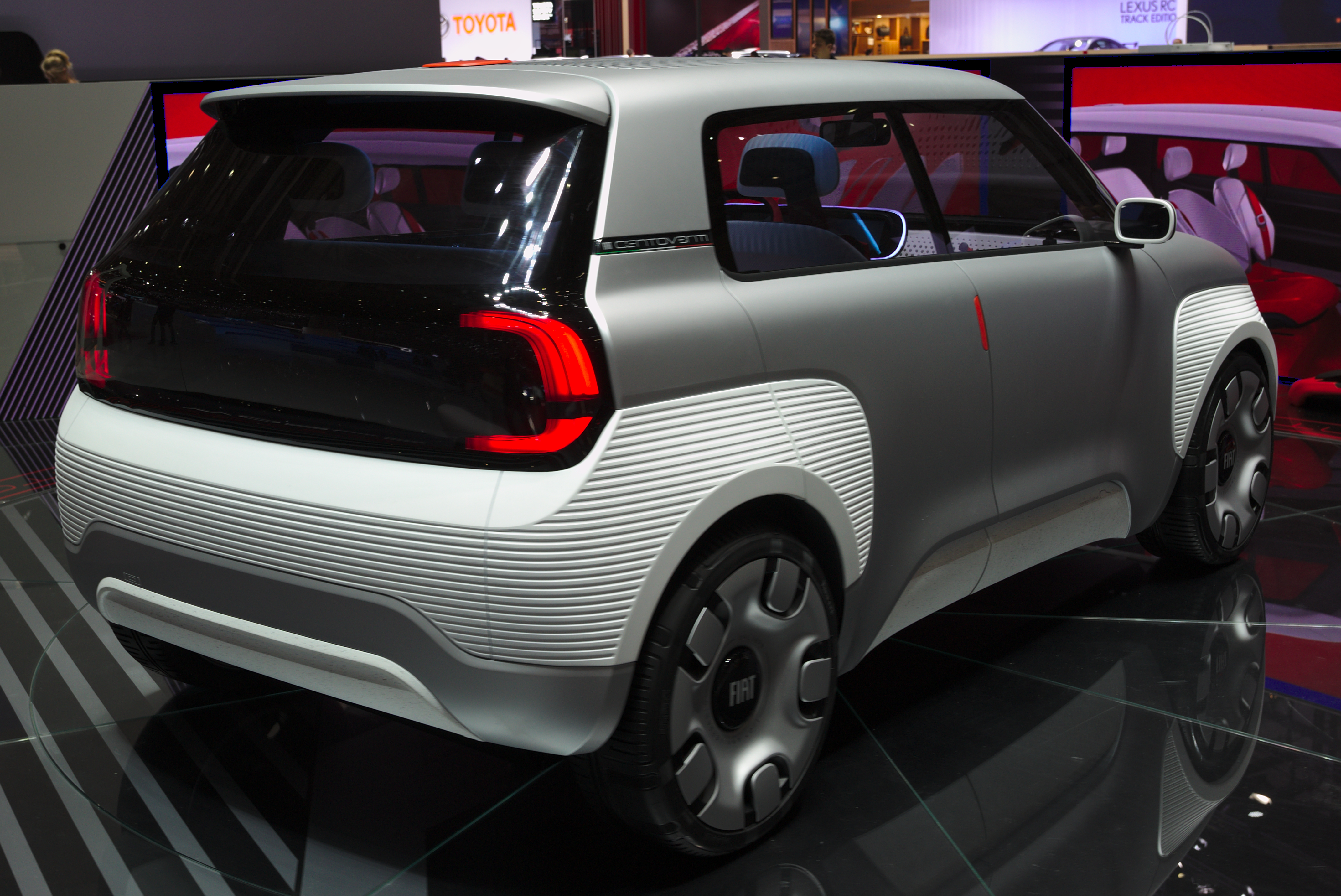
Vista trasera

El puerto de carga está colocado delante del parabrisas e incorpora un enrollador para el cable.
Fiat afirma que el diseño de modular de baterías le permitirá ser "eléctrico el menos caro en el Mercado", pero no sé anunció ninguna fecha de producción; sin perjuicio del hito de 2020 como el del boom de los eléctricos.
El Centoventi es un coche compacto urbano de cuatro asientos 3.680 mm de largo, 1.527 de alto y 1.846 de ancho, asentando en una base de ruedas de 2.430 mm . El interior está diseñado para que los dueños lo personalicen con un sistema patentado interbloqueo.